# مانويل فال كوندي
مانويل فال كوندي، دوق كوينتيلو الأول (10 أغسطس 1894 - 20 مايو 1975) كان ناشطًا كاثوليكيًا إسبانيًا وسياسيًا كارليًا. يُعتبر شخصية بارزة في تاريخ الكارلية، حيث خدم كزعيم سياسي لها لأكثر من عشرين عامًا (1934–1955) وترأس الحركة خلال واحدة من أكثر فتراتها اضطرابًا. في البداية قاد الفصيل المحارب الذي ضغط على التمرد المناهض للجمهورية؛ وخلال الحرب الأهلية الإسبانية انضم إلى القوميين؛ وفي وقت لاحق تبنى الاستراتيجية المناهضة لفرانكو.